# Singhalia cinerella
Singhalia cinerella är en fjärilsart som beskrevs av George Francis Hampson 1896. Singhalia cinerella ingår i släktet Singhalia och familjen mott. Inga underarter finns listade i Catalogue of Life.